# Томас Корвін
Томас Корвін (англ. Thomas Corwin; нар. 29 липня 1794, округ Бурбон, Кентуккі — пом. 18 грудня 1865, Вашингтон) — американський політик.
У віці чотирьох років Корвін разом зі своєю родиною переїхав до Лебанона, штат Огайо. У 1817 р. він почав свою кар'єру як адвокат у Лебаноні. З 1818 по 1828 рр. він працював прокурором в окрузі Воррен.
Він був членом Палати представників Огайо з 1822 по 1823 рр. і у 1829 р. Він був членом Палати представників США для партії вігів з 1831 по 1840 рр. З 1840 по 1842 рр. він обіймав посаду губернатора штату Огайо. Корвін був членом Сенату США від Огайо з 1845 по 1850 рр.
З 1850 по 1853 рр. він працював міністром фінансів США під керівництвом президента Мілларда Філлмора.
З 1859 по 1861 рр. він був членом Палати представників США як член Республіканської партії, а з 1861 по 1864 рр. — американським послом у Мексиці під керівництвом президента Авраама Лінкольна.